# Vijayapuri
Vijayapuri är en ort i Indien.   Den ligger i distriktet Erode och delstaten Tamil Nadu, i den södra delen av landet, 1 900 km söder om huvudstaden New Delhi. Vijayapuri ligger 300 meter över havet och antalet invånare är 6 651.
Terrängen runt Vijayapuri är platt. Runt Vijayapuri är det tätbefolkat, med 427 invånare per kvadratkilometer. Närmaste större samhälle är Perundurai, 9,9 km öster om Vijayapuri. Trakten runt Vijayapuri består till största delen av jordbruksmark.